# Snapchat
Snapchat（スナップチャット）は、スマートフォン向けの写真共有アプリケーションである。

## 歴史
Snapchatはスタンフォード大学におけるエヴァン・スピーゲルの授業の1つで行われたプロジェクト内で主要な設計者だった彼とボビー・マーフィー、レギー・ブラウンによって始められた。スピーゲルが2011年4月、自身の最後のプロジェクトのための製品デザイン授業でアイデアを思いついたが、クラスメートは非永久的な写真のアイデアに難色を示した。同年9月にスピーゲルの父親のリビングルームでPicabooとして立ち上げられた。
2012年5月、1秒あたり25枚の写真が送信されるようになった。
同年11月28日時点でユーザーはSnapchatのiOS版アプリケーションで10億枚以上の写真を共有するようになった、1日あたり2,000万枚の写真が共有されている計算である。同月、スピーゲルはユーザーの増加によるスケーリングに伴ういくつかの問題でSnapchatがリアルタイムに写真をやり取りすることが難しくなったと発言した。
開発チームはAndroid版開発中に写真のプレビューのためのレターボクシングに関する問題を抱えていることを発見した。これによりチームは1か月半をカメラ機能の再構築に費やし、2012年11月29日にAndroid版アプリケーションを公開した。
Snapchatは自身のシードラウンドとライトスピード・ベンチャー・パートナーズからの金額非公開つなぎ資金調達で48万5,000ドルの資金調達を行なっている。
2015年5月29日に同年2月より実施していた資金調達で5億3700万ドルを調達し評価額は160億ドルに上るとされる。
2017年にニューヨーク証券取引所への株式公開に向けて公開された書類によると同社の2016年の売上は4億448万ドルで5億1464万ドルの赤字であることが明らかになった。デイリー・アクティブ・ユーザーは1億5800万人。2013年に同社を追放されたもう一人の創業者レギー・ブラウンと2014年に1億5750万ドルを支払うことで和解していたことも明らかになっている。
2017年3月、同社が手がけるスマートグラスのSpectaclesの新店舗が、本社のあるカリフォルニア州ベニスにオープンするとOnebox Newsが報じた。
2017年5月、株式公開後初めての四半期決算でデイリー・アクティブ・ユーザーが前四半期比5%、前年比36%増の1億6600万人に達したと発表。

## 機能
ユーザーは写真や動画（スナップと呼ばれる）を個人かグループに送信することができ、テキストやパレットからの色を任意で追加したり、1秒から10秒の間で閲覧時間を設定したりすることができる。閲覧している間、受信者は端末のタッチスクリーンを触り続けなければならない。スクリーンショットの保存もできず行おうとすると送信者に通知されてしまう。閲覧時間の終了後、写真はアプリ上から見ることが出来なくなる。
また、Facebook上でSnapchatユーザーである友達を探すことができ、連絡先リストに追加することができる。
創設者のエヴァン・スピーゲルは、「コミュニケーションにおける楽しみを全て撮影」しているユーザーの理想化されたオンライン・アイデンティティのマネジメントに駆り立てる、ユーザーのトレンドへの入り口を目的にしていると述べている。
2017年9月、ストーリーを大学新聞にも公開すると発表。

### ユーザー
2012年10月時点で主なユーザー層は13歳から25歳で、40歳まで広がっている。ユーザーの30%はスナップをグループに送信している。また、子どもが両親に自身の居場所とセルフポートレートをたびたび送信している。
2017年5月、アメリカに住む12歳から17歳の80%が利用していることが明らかになった。

## 事業
2012年10月時点でSnapchatは収益を生み出せておらず、スピーゲルは、チームは収益を得ようと意識していないと語っている。本社はロサンゼルスにあるスピーゲルの父親の家に「予見できる未来」のために構えている。またスピーゲルはSnapchatでは同年内に3人の技術者を雇用したとしており、現在のチームは6人の技術者とCEOのボビー・マーフィーらで構成されている。

### マーケティング
当初はブランドの向上に力を入れず、代わりに使いやすさと技術的側面に力を入れていた。
アプリケーションのマスコットであるGhostface Chillahと呼ばれる名前はラッパーのゴーストフェイス・キラー (Ghostface Killah) から取られている。

## プライバシーとセキュリティ
多数の専門家は、写真が1秒で消える機能がセクスティングの伝達手段になっていることを恐れている。MSNBCがTwitter上でSnapchatを検索すると、Snapchatを性的行為目的で使用している旨の複数のツイートを発見した。
また、スクリーンショットを保存しようとすると送信者に通知されるが、エヴァン・スピーゲルは、このアプリケーションではプライバシー保護は考えていないとしている。プライバシーポリシーによると設定時間経過後の写真はまだいくつかの形で使用可能にしないことを保証することはできないとしている。

### 2013年年末事件
2013年12月31日、Snapchatはハックされた。
ギブソンセキュリティというオーストラリアのセキュリティ会社が、2013年8月27日に、SnapchatのAPIにあるセキュリティ脆弱性情報を公表していた。
ギブソンセキュリティは、この脆弱性のエクスプロイトコードも2013年12月25日に公開した。
これに対してSnapchatは、2013年12月27日、緩和策を実装したとアナウンスした。
それにもかかわらずSnapchatはハックされ、「SnapchatDB.info」というサイト上に460万ものユーザのアカウント情報が開示されてしまった。Snapchatは、その1週間後に謝罪した。

## FTCとの法的論点
当初、Snapchatは「設定された時間を過ぎれば、受信者の端末からも企業のサーバーからも完全に削除される」と宣伝していたが、実際にコンテンツが見られなくなるのは受信者のアプリ上だけであり、他の方法を使うことにより消えたはずのコンテンツを閲覧・保存することができた。
この件をはじめとする不適切な個人情報の取り扱いに関して、Snapchatは連邦取引委員会（FTC）との和解に応じて、向こう20年間にわたり外部の専門家による個人情報の取り扱いの監査を受けることになった。